# Benjamin Moser (Basketballspieler)
Benjamin Moser (* 20. August 2001) ist ein deutscher Basketballspieler.

## Laufbahn
Der aus Satteldorf stammende Moser spielte ab 2016 in der zweiten Herrenmannschaft der Crailsheim Merlins sowie zusätzlich weiterhin im Jugendbereich. Am 20. Oktober 2018 gab Moser mit einem Kurzeinsatz gegen Jena seinen Einstand in der Basketball-Bundesliga. 2021 wechselte er zum Regionalligaverein VfB Gießen. Für die Mittelhessen lief er im Spieljahr 2021/22 in drei Begegnungen auf.